# De Gavers (Geraardsbergen)

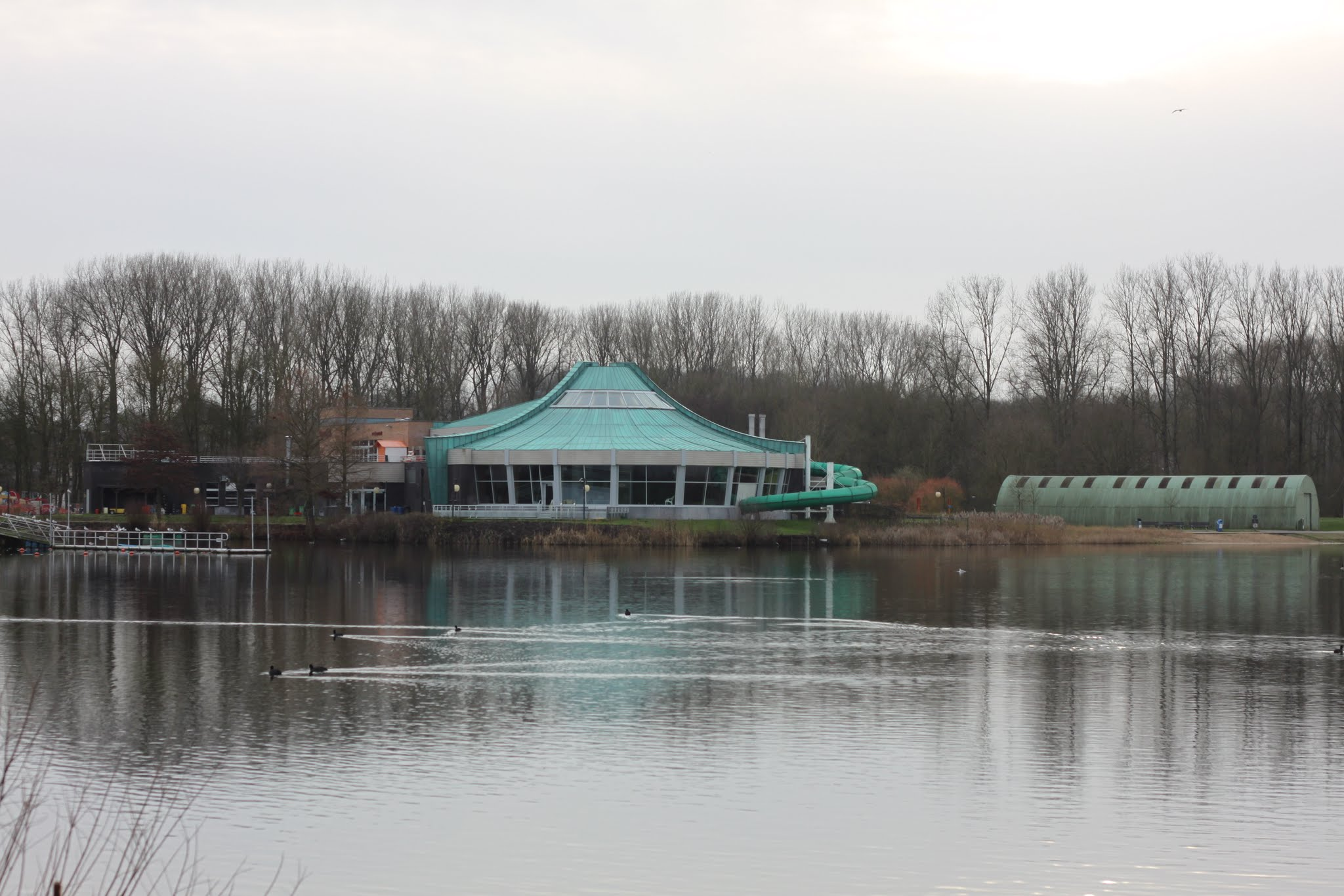
Vijver en zwembad

De Gavers is een recreatiedomein in de Belgische stad Geraardsbergen. Het is een provinciaal domein in de provincie Oost-Vlaanderen. Het domein ligt ten noordoosten van het stadscentrum, langs de Dender in de deelgemeente Onkerzele.
Het domein ligt rond een 20 ha grote waterplas. Het biedt ruimte voor wandelen of fietsen, en het heeft een strand en een sport- en recreatiecomplex en enkele terrassen en cafetaria's. Daarnaast bevinden er zich ook een camping, trekkershutten, bungalows en een jeugdherberg.

## Geschiedenis[1]
- 1815: Kampement van Engelse soldaten in ‘gaver’, het natuurlijk wachtbekken van de Dender. Meer dan 6.000 Engelse ruiters verzamelden er voor inspectie als voorbereiding op de Slag bij Waterloo.[2]
- 1974: Zandwinning voor de aanleg van het industrieterrein in Schendelbeke: ontstaan van de Gaverplas
- 1976: Recreatie op Gavermeer
- 1977: Zandwinning ter hoogte van Jeugdherberg ‘t Schipke, gelegen aan de oever van de Dender: ontstaan van de Poelaertplas
- 1978: Dagrecreatiecentrum
- 1985: Kanaal wordt uitgegraven tussen de Gaverplas en de Poelaertplas
- Verdere uitbouw tot het huidige recreatiedomein